# Wiktor Sukiennicki
Wiktor Sukiennicki (ur. 25 lipca 1901 w Aleksocie, zm. 10 kwietnia 1983 w Stanford, USA) – polski prawnik, historyk, sowietolog, teoretyk prawa.

## Życiorys
Ukończył szkołę średnią w Rybińsku (Rosja), gdzie należał do harcerstwa. Był członkiem Polskiej Organizacji Wojskowej (POW) w Kownie. W latach 1919–1924 – z przerwą na ochotniczy udział w wojnie polsko-bolszewickiej – odbył studia prawnicze na restytuowanym Uniwersytecie Stefana Batorego w Wilnie.
Na stopień podporucznika został mianowany ze starszeństwem z 1 grudnia 1920 w korpusie oficerów rezerwy piechoty. Posiadał przydział w rezerwie do 85 Pułku Strzelców Wileńskich w Nowej Wilejce. W 1934 roku pozostawał w ewidencji Powiatowej Komendy Uzupełnień Wilno Miasto.
W Wilnie obronił doktorat, poświęcony polityce kolonizacyjnej w zaborze pruskim po 1886, zaś na Sorbonie w 1925 uzyskał doktorat z zakresu prawa międzynarodowego rozprawą o rozwoju teorii suwerenności państwa w Europie nowożytnej. Odbył też studia uzupełniające w Wiedniu, Kolonii, Hadze i Rzymie. W latach 1929–1939 prowadził wykłady z teorii prawa na Uniwersytecie Stefana Batorego. Po utworzeniu w Wilnie Instytutu Naukowo-Badawczego Europy Wschodniej (1930) kierował jego Sekcją Prawniczą i wykładał w Szkole Nauk Politycznych przy Uniwersytecie Wileńskim. Korzystając z chwilowej odwilży w stosunkach polsko-sowieckich w roku 1934 odbył podróż naukowo-badawczą do ZSRR.
Z zakresu sowietologii opublikował m.in. syntezę Ewolucja ustroju ZSRR (1917-1936) (w druku ukazały się w 1937 tylko tom pierwszy z trzech projektowanych oraz dwa artykuły problemowe: Marksowsko-leninowska teoria prawa (1934) i Konstytucja stalinowska a ustrój radziecki (1937).
Zainicjował  stosowanie w języku polskim określenia radziecki zamiast sowiecki, publikując opracowanie Ewolucja ustroju Związku Socjalistycznych Republik Radzieckich. Był to jednak eksperyment językowy i autor w publikacjach po II wojnie światowej posługiwał się już wyłącznie określeniem Sowiety, Związek Sowiecki itp..
Po najeździe sowieckim na Polskę przebywał w Wilnie, które pomiędzy październikiem 1939 a czerwcem 1940 znajdowało się w granicach neutralnej Litwy. Trafił do obozu jenieckiego NKWD w Griazowcu, gdzie od 1940 przebywali polscy jeńcy. Po okupacji i aneksji Litwy przez ZSRR (czerwiec-sierpień 1940) został w czerwcu 1941 aresztowany przez NKWD (deportacja z 14 czerwca 1941) i wywieziony do łagru w rejonie Krasnojarska.
Zwolniony w grudniu 1941 po układzie Sikorski-Majski pełnił funkcję I sekretarza Ambasady RP w Kujbyszewie. We wrześniu 1942 ewakuowany do Teheranu i mianowany pierwszym sekretarzem poselstwa polskiego w Iranie. Założył tam Towarzystwo Studiów Perskich i rozpoczął wydawanie w języku francuskim czasopisma Études Iraniennes. Po zerwaniu przez ZSRR pod pretekstem sprawy katyńskiej stosunków dyplomatycznych z rządem RP pracował w Ośrodku Studiów Ministerstwa Informacji i Dokumentacji RP na Bliskim Wschodzie. W ośrodku tym Sukiennicki wraz ze współpracownikami zbierali od tysięcy ocalałych z sowieckich łagrów, więzień i obozów jenieckich zaprzysiężone świadectwa dotyczące agresji i okupacji sowieckiej w Polsce w latach 1939-1941 oraz losów prześladowanych obywateli RP.
Po wojnie pozostał na emigracji. W latach 1945–1947 kierował tzw. polskim Wydziałem Prawa przy Uniwersytecie Oksfordzkim. W latach 1950–1959 współpracował z Radiem Wolna Europa. W 1959 wyjechał do Stanów Zjednoczonych. Pracował tam w czołowym amerykańskim ośrodku badań sowietologicznych – Instytucie Hoovera przy Uniwersytecie Stanforda (Kalifornia). Członek założyciel Polskiego Towarzystwa Naukowego na Obczyźnie. Współpracował z Instytutem Literackim w Paryżu i Jerzym Giedroyciem). Pod koniec życia większość sił poświęcił pisaniu nieukończonej ostatecznie pracy (wydanej pośmiertnie przez kuratora zbiorów polskich w Instytucie Hoovera – Macieja Siekierskiego) o latach I wojny światowej na ziemiach byłego Wielkiego Księstwa Litewskiego i losach narodów Europy Środkowo-Wschodniej.
Kolekcje archiwaliów Wiktora Sukiennickiego są dostępne w Instytucie Hoovera, w Instytucie Józefa Piłsudskiego w Londynie i bibliotece KUL w Lublinie.

## Wybrane publikacje
- La souverainete des etats en droit international moderne / par Wiktor Sukiennicki; lettre-preface de A. de Lapradelle. Paris 1927, wyd. A. Pedone
- Pruska polityka kolonizacyjna na ziemiach polskich 1886-1919: zarys pruskiego ustawodawstwa rentowego, z przedm. Witolda Staniewicza, Warszawa 1931, Wydawnictwo Ministerstwa Reform Rolnych
- Sprawa sukcesji przez Polskę uprawnień rentowych państwa pruskiego, wynikłych z jego akcji kolonizacyjnej na Wschodzie: przyczynek do wykładni art. 256 Traktatu Wersalskiego, Warszawa 1931, Wydawnictwo Ministerstwa Reform Rolnych
- Kolektywizacja rolnictwa w ZSRR w okresie pierwszej pięciolatki. Studium prawno-polityczne, Wileński Przegląd Prawniczy, r. VIII, 10, 1937
- Ewolucja ustroju Związku Socjalistycznych Republik Radzieckich w świetle oficjalnych publikacji władzy radzieckiej, cz. 1, Wilno 1938, nakł. Instytutu Naukowo-Badawczego Europy Wschodniej
- Kolumbowy błąd: szkice z historii, teorii i praktyki sowieckiego "komunizmu.", Paryż 1959, wyd. Instytut Literacki
- Biała księga. Fakty i dokumenty z okresu dwóch wojen światowych Paryż 1964, wyd. Instytut Literacki.
- Legenda i rzeczywistość: wspomnienia i uwagi o dwudziestu latach Uniwersytetu Stefana Batorego w Wilnie, Paryż 1967, wyd. Instytut Literacki
- Pół wieku rewolucji rosyjskiej, 1967
- East Central Europe during World War I: from foreign domination to national independence, edited by Maciej Siekierski, preface by Czesław Miłosz, 2 tomy, New York 1984, distributed by Columbia University Press, ISBN 0-88033-012-0